# Миримский, Израиль Владимирович
Изра́иль Влади́мирович Мири́мский (17 [30] ноября 1908, Жудилово, Черниговская губерния — 27 сентября 1962, Москва) — советский литературовед, переводчик. Кандидат филологических наук, доцент. Перевёл на русский язык «Оду к радости» Фридриха Шиллера.

## Биография
Родился в бедной многодетной еврейской семье. Отец, Веле Миримский (1857—1937), работал грузчиком лесного склада и, по некоторым данным, был раввином. Мать, Фрума Миримская (1869—1955), домохозяйка (родила тринадцать детей, выжило восемь).
В 1926 окончил школу в городе Почепе, литературе и русскому языку обучался у учителя Е. Т. Дмитровской. Работал библиотекарем в избе-читальне, затем сельским учителем. Писал стихи, печатал их в уездной почепской газете. В 1936 году окончил литературный факультет МГПИ имени В. И. Ленина. Под руководством Ф. П. Шиллера в 1936 году защитил кандидатскую диссертацию по теме: «Романтизм Э.-Т. Гофмана». После окончания аспирантуры преподавал в Марийском государственном педагогическом институте имени Н. К. Крупской. В 1938 году вернулся в Москву, получил звание доцента.
С лета 1942 года — рядовой на фронтах Великой Отечественной войны: Сталинград, Белоруссия, Литва, Восточная Пруссия. Ушел на войну рядовым и дошёл до Кёнигсберга. В 1943 году вступил в ВКП(б). Во время Второй мировой войны погиб на фронте его брат Наум Миримский (1910—1944), а в Унеченском гетто в 1942 году был расстрелян другой его брат, Яков Миримский (род. 1897), с женой Софьей и двумя дочерьми: Зинаидой (род. 1924) и Галиной (род. 1930). Их имена занесены в базу данных музея Яд ва-Шем.
После войны до конца жизни преподавал на заочном отделении МГПИ, одновременно был редактором иностранной литературы в Государственном издательстве художественной литературы. Дружил с Пастернаком, Светловым и другими поэтами. Одна из студенток (Виктория Павловна Озерская, 1917—1984) стала его женой. У них было двое детей: Елена Израилевна Миримская (11.11.1936 — 20.08.2015) и Мириам (Марина, Мира) Израилевна Миримская (06.07.1938 — январь 2009). От Елены Израилевны осталось две дочери: Соркина Юлия Марковна и Кабаева Светлана Валерьевна (с рождения страдает ДЦП, пишет стихи и любит путешествовать). От Мириам Миримской остался сын Дмитрий Александрович Врона.

И. В. Миримский с семьёй

## Творчество
Автор работ о творчестве Даниэля Дефо, Генриха Гейне, Э. Т. А. Гофмана, Генриха Манна, вошедших в посмертный сборник «Статьи о классиках» (1966). Переводил поэзию с немецкого (Гёте, Шиллер, Г. Верта (Веерта)), венгерского (Петефи), румынского (Тудор Аргези) языков.

### Избранные публикации
- Реализм Дефо // Реализм XVIII века на Западе. — М., 1936.
- Романтизм Э. Т. Гофмана // Учёные записки кафедры истории всеобщей литературы МГПИ имени В. И. Ленина. — М., 1937. — Вып. 3.
- Книга для чтения по русскому языку. Для марийской неполной средней и средней школы. Для 6 класса. — Ч. 2. — М., 1938.
- То же. 2-е изд. доп. — М., 1939.
- Немецкая поэзия революции 1848 года. — М., 1948. [Сборник] (Редакция, предисловие и комментарий, составитель, автор вступительной статьи и переводчик).
- Эссе-предисловие // Вольтер. Царевна вавилонская. — М., 1955.
- Предисловие // Гёте. Страдания юного Вертера. — М., 1957.
- Генрих Манн (1871—1950) : [Очерк жизни и деятельности] // Манн Г. Сочинения. В 8 т. — Т. 1. — М., 1957. — С. 5—53.
- Статьи о классиках (Дефо. Вольтер. Гёте. Гофман. Гейне. Немецкие поэты революции 1848 года. Генрих Манн) / [Предисловие А. Аникста]. — М., 1966.